# Lucanus tetraodon
Lucanus tetraodon is een keversoort uit de familie vliegende herten (Lucanidae). De wetenschappelijke naam van de soort is voor het eerst geldig gepubliceerd in 1806 door Thunberg.